# Цефамандол
Цефамандол — синтетичний антибіотик з групи цефалоспоринів ІІ покоління для парентерального застосування.

## Фармакологічні властивості
Цефамандол — антибіотик широкого спекру дії. Препарат діє бактерицидно, порушуючи синтез клітинної стінки бактерій. Препарат має широкий спектр антибактеріальної дії. До цефамандолу чутливі такі мікроорганізми: стафілококи, стрептококи, клостридії, клебсієли, Enterobacter spp., Escherichia coli, Haemophilus influenzae, Proteus spp., Morganella morganii, Bacteroides spp., сальмонелли, шиґели, пептококи, пептострептококи, фузобактерії. Нечутливими до цефамандолу є метицилінрезистентні стафілококи, лістерії, Enterococcus spp., Pseudomonas aeruginosa, Bacteroides fragilis, Enterobacter cloacae, Clostridium difficile.

### Фармакодинаміка
Після внутрішньом'язового введення максимальна концентрація в крові досягається за 30-120 хвилин, після внутрішньовенного — за 10 хвилин. Препарат добре проникає в тканини і рідини організму. Високі концентрації цефамандолу спостерігаються в кістках, жовчі, сечі, плевральній та синовіальній рідині. Цефамандол не метаболізується, виводиться з організму з сечею в незміненому вигляді. Період напіввиведення препарату становить при внутрішньовенному застосуванні 32 хвилини, при внутрішньом'язовому введенні — 60 хвилин, при нирковій недостатності цей період збільшується.

## Показання до застосування
Цефамандол показаний при інфекційних хворобах, які спричинюють чутливі до нього мікроорганізми, а саме: сепсис; менінгіт; ендокардит; інфекції сечовидільної системи; інфекції дихальних шляхів; інфекції кісток і суглобів; інфекції шкіри і м'яких тканин; абдомінальні та гінекологічні інфекції; а також для профілактики післяопераційних ускладнень.

## Побічна дія
При застосуванні цефамандолу можуть спостерігатися побічні реакції:
- Алергічні реакції — зрідка висипання на шкірі, кропив'янка, гарячка; у поодиноких випадках набряк Квінке, анафілактичний шок, бронхоспазм.
- Зі сторони травної системи — зрідка нудота, блювання; дуже рідко псевдомембранозний коліт, токсичний гепатит, холестатична жовтяниця, кандидоз ротової порожнини, дисбіоз.
- Зміни в лабораторних аналізах — зрідка еозинофілія, лейкопенія, нейтропенія, тромбоцитопенія; дуже рідко підвищення рівня сечовини і зниження кліренсу креатиніну, підвищення активності  амінотрансфераз і лужної фосфатази в крові, позитивний тест Кумбса, явища гіпокоагуляції.
- Місцеві реакції — зрідка тромбофлебіти при внутрішньовенному введенні, болючість та інфільтрат при внутрішньом'язовому введенні.

Частота побічних реакцій при застосуванні цефамандолу, за даними спостережень, становить 3—5 %.

## Протипокази
Цефамандол протипоказаний при підвищеній чутливості до β-лактамних антибіотиків. З обережністю призначають новонародженим, недоношеним дітям, хворим з вираженим порушенням функції нирок, вагітності і годуванні грудьми.

## Форми випуску
Цефамандол випускається у вигляді порошку в флаконах для ін'єкцій по 0,5 і 1,0 г. Реєстрація препарату в Україні закінчилась у травні 2008 року. Станом на 2014 рік в Україні даний препарат не зареєстрований.